# Ахвледиани, Ломер Бидзинович
Ломер Бидзинович Ахвледиа́ни (груз. ლომერ ახვლედიანი; 2 октября 1934, Тифлис, ГССР, СССР — 11 февраля 2022, Тбилиси, Грузия) — советский и грузинский кинооператор. Народный артист Грузинской ССР (1984). Лауреат Ленинской премии (1986). Лауреат Государственной премии Грузинской ССР им. Шота Руставели (1979).

## Биография
Родился 2 октября 1934 года в Тифлисе (ныне Тбилиси, Грузия). В 1958 году окончил геологический факультет Тбилисского политехнического института.
В 1961 году начал работать на киностудии «Грузия-фильм». В 1967 году принял участие в качестве второго оператора в съёмках фильма «Мольба» Тенгиза Абуладзе. Позднее, как оператор-постановщик снял два фильма Тенгиза Абуладзе: «Ожерелье для моей любимой» (1971) и «Древо желания» (1976).
В 1974 году окончил заочное отделение операторского факультета ВГИКа (мастерская А. Темерина, А. Гальперина). Два фильма Ломер Ахвледиани  снял с режиссёром Резо Чхеидзе: масштабную социальную драму «Твой сын, земля» с жёстким и одновременно романтическим изображением, и «Житие Дон Кихота и Санчо», наполненное живописной гармонией.
С 1994 года работал в основном в России с режиссёрами Владимиром Наумовым, Эльдаром Рязановым, Станиславом Говорухиным, Всеволодом Шиловским и другими.
Ломер Ахвледиани был председателем жюри премии «Белый квадрат» (2006) и кинофестиваля «Арткино» (2012), входил в жюри кинофестиваля «Киношок» (2014).
Дочь — Нино Ахвледиани (род. 1960), кинорежиссёр.
Скончался 11 февраля 2022 года на 88-м году жизни в Тбилиси.

## Фильмография
- 1970 — Кувшин, к/м, реж. Ираклий Квирикадзе
- 1971 — Ожерелье для моей любимой, реж. Тенгиз Абуладзе
- 1973 — Теплое осеннее солнце
- 1975 — Переполох, реж. Лана Гогоберидзе
- 1976 — Древо желания, реж. Тенгиз Абуладзе
- 1976 — Поделись теплом, к/м
- 1977 — Мачеха Саманишвили (совместно с Ю. Схиртладзе), реж. Эльдар Шенгелая
- 1980 — Твой сын, земля, реж. Резо Чхеидзе
- 1980 — На родине Шекспира
- 1988 — Житие Дон Кихота и Санчо, реж. Резо Чхеидзе
- 1989 — Бесаме, реж. Нино Ахвледиани
- 1991 — Трасса, к/м, реж. Леван Кития
- 1993 — Экспресс-информация, реж. Эльдар Шенгелая
- 1994 — Белый праздник, реж. Владимир Наумов
- 1995 — Золотое дно, реж. Марек Новицкий
- 1997 — История про Ричарда, Милорда и прекрасную Жар-птицу, реж. Нино Ахвледиани
- 1998 — Райское яблочко, реж. Роман Ершов
- 1998—2002 — Самозванцы, реж. Константин Худяков
- 2000 — Старые клячи (совм.с Г. Беленьким), реж. Эльдар Рязанов
- 2000 — Тихие омуты (совм. с Н. Немоляевым), реж. Эльдар Рязанов
- 2000 — Третьего не дано, реж. Константин Худяков
- 2002 — Кавказская рулетка, реж. Фёдор Попов
- 2002 — Спартак и Калашников, реж. Андрей Прошкин
- 2002 — Фотограф, реж Себастьян Аларкон
- 2003 — Благословите женщину, реж. Станислав Говорухин
- 2004 — Моя большая армянская свадьба, реж. Родион Нахапетов
- 2004 — Национальная бомба (совместно с Д. Кристесашвили), реж. Вагиф Мустафаев
- 2004 — Четыре таксиста и собака, реж. Фёдор Попов
- 2006 — Вы не оставите меня, реж. Алла Сурикова
- 2006 — Мечта, реж. Сергей Снежкин
- 2006 — С Дона выдачи нет, реж. Олег Массарыгин
- 2007 — Джоконда на асфальте, реж. Владимир Наумов
- 2007—2011 — Полиция Хоккайдо. Русский отдел, реж. Всеволод Шиловский
- 2008 — Две сестры, реж. Олег Массарыгин
- 2008 — Королева, реж. Левон Григорян
- 2010 — Москва, я люблю тебя!, к/а, (новелла «Высотка»), реж. Нана Джорджадзе
- 2011 — МУР. Третий фронт, реж. Эльёр Ишмухамедов

## Награды и премии
- 1978 — специальный приз жюри за операторскую работу на Международном кинофестивале в Каире (1978) — за фильм «Мачеха Саманишвили»)
- 1979 — Заслуженный деятель искусств Грузинской ССР[8]
- 1979 — Государственная премия Грузинской ССР им. Шота Руставели (за фильм «Древо желания»)
- 1984 — Народный артист Грузинской ССР
- 1986 — Ленинская премия (за фильм «Твой сын, земля»)
- 1999 — Орден Чести[8]
- 2016 — премия киноизобразительного искусства «Белый квадрат» Гильдии кинооператоров России — «За вклад в операторское искусство» имени Сергея Урусевского[9]